# 尤斯頓廣場站
尤斯頓廣場站（英語：Euston Square tube station）是倫敦地鐵環線、漢默史密斯及城市線和大都會線的轉乘站，位於尤斯頓路和高爾街的路口、倫敦大學學院北側、尤斯頓車站西南方約250米處。本站屬於倫敦軌道運輸第1收費區。
倫敦交通局於此站設出閘轉乘機制，使用蠔卡或其他非接觸式支付系統於指定時間內於本站與尤斯頓國鐵站 / 尤斯頓地鐵站 / 華倫街站間轉綫，會被視作一程車程。

## 歷史
早於1851年，就有計劃興建鐵路連接大西部鐵路的帕丁頓車站和大北部鐵路的國王十字車站，並於本站位置設中途站。本站隨著大都会铁路首階段（帕丁頓—法靈頓）於1863年1月10日通車而啟用，開通時的站名是高爾街站。
1871年7月1日起，大都會鐵路與區域鐵路公司共同開設內環線服務。由於沼澤門街站以東至市長官邸站一段鐵路尚未落成，內環線（實質未成環）列車服務為沼澤門街站至市長官邸站，途經高街肯辛頓和本站，每十分鐘一班車。1884年10月6日，內環線隨著市長官邸站和阿爾德門站一段鐵路通車而得以閉合成環，因此本站亦於同日起提供內環線順、逆時針的列車服務（與2009年12月13日前環線路線相同）。
1906年，為了配合大都會鐵路電氣化工程，本站的木製月台被更換為混凝土月台，以符合防火規定 。1909年，本站站名由高爾街改為現名。
1933年7月1日，所有在倫敦經營地下鐵路的公司被公有化，其資產轉移至政府成立的倫敦客運委員會。因此本站的地鐵服務改由倫敦客運委員會提供。
為了緩解區域線白教堂以東路段的擁擠情況，倫敦客運委員會於1936年將部分大都會線直通東倫敦線（漢默史密斯—新十字/新十字門）的列車服務改為直通區域線（漢默史密斯—巴金） 。本站開始提供前往巴金的列車服務。
1960年代，為了在尤斯頓路與托登罕宮路路口興建地下行車道，尤斯頓路需要被拓闊。拓闊工程中，本站的北入口建築被拆除，變成普通的地下道出入口。
1990年7月30日，大都會線漢默史密斯至巴金的列車服務獲升格獨立成線，稱為漢默史密斯及城市線。本站亦因此成為漢默史密斯及城市線的車站。
21世紀開始，尤斯頓路南側的建築被納入再發展計劃，本站出入口亦因而一併重建。自2006年末起，本站位於高爾街的南出入口就成為惠康基金會總部大樓的一部分。本站設有行人隧道通往尤斯頓路北側。2011年起，主出入口增設了兩部升降機連接西行月台。

## 未來規劃
現時本站並沒有直接連繫尤斯頓城際站/地鐵站。乘客需經地面步行至位於本站東北方約250米處的尤斯頓車站出入口以轉乘北線、維多利亞線、沃特福德直流電鐵線和英國國鐵。。在2號高速鐵路建造計劃中，尤斯頓國鐵站於改造工程時會同時建設一條直接貫通本站的地下通道
此外，2號橫貫鐵路計劃於尤斯頓與聖潘克拉斯間地底增設地下車站（「尤斯頓聖潘克拉斯站」），屆時本站或增設新地下轉乘通道至聖潘克拉斯車站或國王十字聖潘克拉斯站。

## 列車服務

### 環線
2009年12月13日前，環線走線為一完整的環，路線全長20.75公里，一共服務27個車站。為了使漢默史密斯支線的列車班次更為平均和頻密，環線於2009年12月13日起改為增加服務埃奇韋爾路至漢默史密斯一段。順時針列車走完整個環後就會以埃奇韋爾路為總站。逆時針列車則會從埃奇韋爾路站出發，走完整個環將再次停靠該站，最後駛至漢默史密斯為總站。自此環線路線類似Ꝺ形。
本站的環線班次（每小時）為:
- 6班 順時針 往埃奇韋爾路，經 維多利亞、高街肯辛頓
- 6班 逆時針 往漢默史密斯

### 漢默史密斯及城市線
本站的漢默史密斯及城市線班次（每小時）為:
- 6班 西行 往漢默史密斯
- 6班 東行 往巴金

### 大都會線
本站非繁忙時間的大都會線班次（每小時）為:
- 12班 東行 往阿爾德門
- 2班 西行 往阿默舍姆
- 2班 西行 往切舍姆
- 8班 西行 往阿克斯橋

在非繁忙時間，來往沃特福德站的列車會以貝克街站為總站，因此不會服務本站。
在繁忙時間，大都會線於本站提供三種西行列車服務：快速 / 半快速 / 各站。快速列車不停溫布利公園至沼澤公園之間的中途站（山上哈羅站除外）；半快速列車不停普雷斯頓路和諾斯維克公園站；各站列車則會停靠沿途各站。
本站繁忙時間的大都會線班次（每小時）為:
- 15班 東行 往阿爾德門

| 列車種類              | 早上繁忙時間班次 （每小時） | 晚上繁忙時間班次 （每小時） |
| --------------------- | --------------------------- | --------------------------- |
| 往阿默舍姆 （快速）   | 2                           | 2                           |
| 往阿默舍姆 （半快速） | 2                           | 0                           |
| 往切舍姆 （快速）     | 2                           | 2                           |
| 往沃特福德 （半快速） | 2                           | 4                           |
| 往沃特福德 （各站）   | 1                           | 0                           |
| 往阿克斯橋 （半快速） | 2                           | 0                           |
| 往阿克斯橋 （各站）   | 4                           | 7                           |

## 鄰近地標
- 倫敦大學學院主校區

## 接駁交通

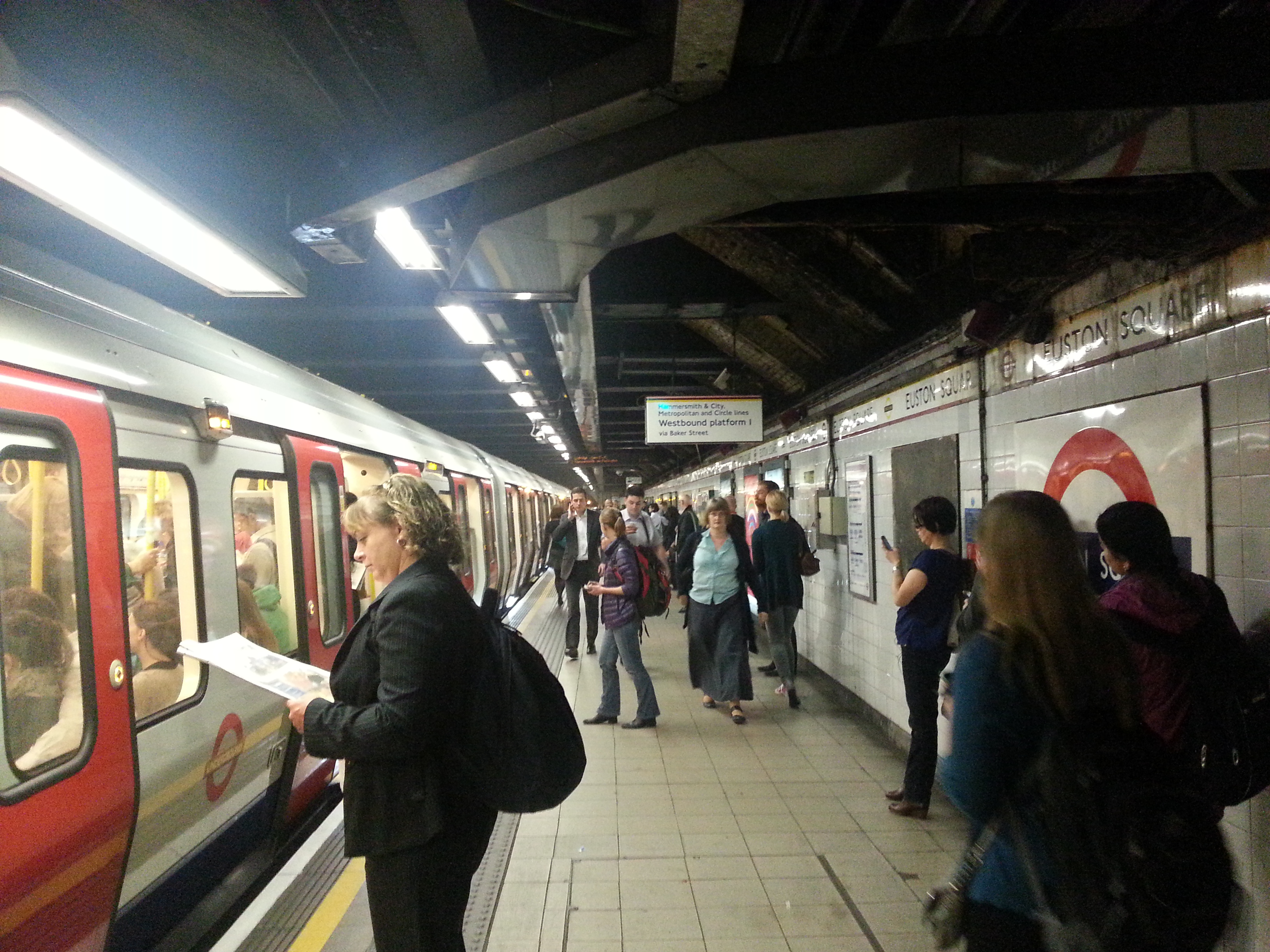
2013年、繁忙時間的尤斯頓廣場站月台

倫敦巴士18、24、27、29、30、73、134、205、390號線，以及通宵路線N5、N18、N20、N29、N73、N205、N253和N279號均會途經本站。
此外，倫敦巴士59、68、91、168、253、476號線，以及通宵路線N91線亦會於尤斯頓國鐵站旁的尤斯頓巴士總站設站。